# René Magritte
René François Ghislain Magritte (Lessines, Belgium, 1898. november 21. – Brüsszel, 1967. augusztus 15.) belga szürrealista festőművész.
Elmés és szórakoztató képeiről vált ismertté.

## Élete
Magritte a belgiumi Lessines-ben született Leopold Magritte legidősebb fiaként. Első rajzóráit 1910-ben vette. 1912-ben anyja öngyilkosságot követett el, a Sambre folyóba vetette magát. Magritte jelen volt a holttest kiemelésénél. Anyja lebegő holttestének képe, arcát takaró ruhája ihlethette 1927-1928 közti festménysorozatát, melyeken az arcok anyaggal takartak (ld. Les Amants). Bár Magritte maga nem kedvelte ezt az értelmezést. Brüsszelben, az Académie Royal des Beaux-Arts -ban tanult két évet, 1918-ig. 1922-ben elvette Georgette Bergert, akivel már 1913 óta ismerték egymást.
Magritte egy tapétagyárban dolgozott, poszter- és hirdetéstervezést végzett. 1926-ban aztán szerződést kötött a brüsszeli Galerie la Centaure-ral ami lehetővé tette, hogy minden idejét a festésnek szentelje. 1926-ban készítette első szürrealista festményét, az Elveszett zsokét (Le jockey perdu). 1927-ben rendezte első kiállítását Brüsszelben, túlnyomórészt absztrakt művekből. A kritikusok szörnyülködtek a képek láttán.
Sikertelenségétől depressziósan Magritte Párizsba költözött. Itt élt 1927 és 1930 között. Megismerkedett Giorgio de Chiricóval, a metafizikus festővel aki nagy hatást tett rá. Jó példa erre, a Chiricos által „a szeretet dalá”-nak keresztelt műve; benyomásai ebben öltöttek formát.
Ahogy a Galerie la Centaure bezárt, visszatért Brüsszelbe. Brüsszel akkoriban a kultúra iránt érdeklődő baráti körök találkozóhelye volt. Itt ismerkedett meg André Bretonnal – akinek szürrealista baráti köréhez tartozott Paul Éluard, Joan Miró, Hans Arp is –, később pedig Salvador Dalíval. Öccsével ügynökséget alapított. Ez jelentette a megélhetést számára.
Apja 1928 augusztusában elhunyt.
1929 és 1966 között több újság és lap szerkesztője volt. Több rövidfilmet is forgatott. Az impresszionisták felé orientálódott továbbra is. Belépett a belga kommunista pártba; majd kilépett onnan, és előadásokat tartott saját munkáiról.
Belgium német megszállása alatt a második világháború során Brüsszelben maradt, ami szakításhoz vezetett Bretonnal. Ebből az időből való munkáin régi pesszimizmusát és erőszakos hangvételét látjuk viszont.
New Yorkban képeit két retrospektív kiállításon mutatták be: először a MOMA-ban 1965-ben, majd a Metropolitan Múzeumban 1992-ben.
Magritte hasnyálmirigyrákban halt meg 1967. augusztus 15-én. Schaarbek-i temetőben, Brüsszelben temették el.
A nyilvánosság érdeklődése az 1960-as években nőtt meg jelentősen művei iránt. Képzetei különösen a pop-art, a minimalista és a konceptualista művészeket ihlették meg. 2005-ben a 9. helyet érte el a De Grootste Belg (a legnagyobb belga) vallon listáján. A flamand listán a 18. lett.

## Filozófiai és művészeti kifejezésmódja
Paul Delvaux mellett Magritte képviseli a belga szürrealizmust.
André Breton szerint:
" Mi a szürrealizmus? Kakukktojás, amit René Magritte a fészekbe le képes rakni. "
Tökéletes, technikás munkái gyakran jelenítenek meg egyszerű tárgyakat szokatlan kontextusban, új jelentést kölcsönözve a megszokott dolgoknak. A tárgyak reprezentációs használata, másként mint aminek látszanak, tipikus technika nála. Egy alma, egy pipa, egy Bowler kalap, a függöny, a tojástartó, a tojás, és az oroszlán képe visszatérő formák nála. A „képek árulása” (La trahision des images) egy pipát mutat be oly módon, hogy az dohányreklám érzetét keltse. Magritte a pipa alá a következő szöveget festette: „ez nem egy pipa” (Ceci n est pas une pipe), mely ellentmondásnak tűnik, de gyakorlatilag igaz – a festmény nem egy pipa, ez a pipa képe.
Ahogy maga mondja:
"Egy képet nem szabad felcserélni a dologgal, amit az ember megérinthet. Meg tudja tömni az én pipámat ? Természetesen nem. Ez csak egy vázlat. Ahogy rá is írtam a képre, hogy ez nem egy pipa, az úgy is van. A narancsszelet másolata egyáltalán nem ehető."
Magritte ugyanezt az ugratást művelte egy alma lefestésével. A gyümölcsöt realisztikusan ábrázolta, majd belső felvételt készített róla, vagy keret eszközként alkalmazza, hogy ezzel is tagadja, a tárgy valódi alma voltát. Ezekben a „Ceci n’est pas” munkákban Magritte kiemeli: nem az számít ,hogy mennyire közel, realista módon ábrázolunk, a dolgot magát „per se” – az, mint kanti „noumenon” csak megjelenítés marad a vásznon.
Művészete a szürrealizmus reprezentatívabb stílusa például Joan Miró automatikusabb stílusához képest. A fantasztikumból hozzáadott elemek munkáit elméssé és érdekessé teszik. Más híres festmények szürrealista változatát is elkészítette.
A művész maga a következőképp írja le festményeit:
„Képeim látható alakok melyek semmit sem titkolnak, misztériumot hordoznak. Amint nézik a képeket, az emberek ezt az egyszerű kérdést teszik fel maguknak: Mit akar ez jelenteni? Nem jelent semmit, mert a misztérium nem mást jelent, mint az ismeretlent.”

## A populáris kultúrában
Az 1960-as években a Magritte munkái tudatformálóan hatottak a nagyközönség számára is. Az egyik út, egyes rock albumok borítóin szereplő reprodukciók voltak. Korai példák a Jeff Beck csapat 1969-es Beck-Ola albuma, melyen a "Listening room" c. festmény szerepel. Jackson Browne 1974-es albuma, a Late for the Sky, melynek művészmunkáját Magritte L'Empire des Mumieres alapozta meg. Alan Hull, EK-beli volk-rockcsapat Lindisfarne-ja Magritte festményeit használta két szólóalbumán, az 1973-as és 1979-esen. A Styx alkalmazta Magritte „Carte Blanche” -át (fehér kártya) 1977-es albumához, a Grand Illusion-hoz, míg Gary Numan 1979-es The Pleasure of Principle albuma, valamint John Foxx 2001-es The Pleasure of Electricity albuma Magritte „Le Principe du Plaisir” képén alapul.
A Jethro Tull említi Magritte-ot 1976-os dalszövegében, és Paul Simon "René és Georgette Maritte kutyájukkal a háború után" c. dala megjelenik 1983-as Hearts and Bones albumán. Paul McCartney élethosszig tartó Magritte rajongó. Sok festményének tulajdonosa. Állítása szerint Magritte festményei inspirálták arra, hogy a Beatles média cégének az Apple nevet adják. Magritte a John Cale dal címének témája is, a 2003-as HoboSapiens albumon.
Számos filmben tűnnek fel Magritte által inspirált képzetek. A szép fogolynő (La Belle captive) Alain Robbe-Grillet 1983-as filmje nemcsak címében utal Magritte azonos című festményeire, hanem gondolatilag is szorosan kötődik hozzájuk. A "The Son of a Man", melyben egy férfi arca jelenik meg egy almában – 1992-es Toys c. filmhez, de az 1999-es Thomas Crown Affair és a 2004-es Ryan rövidfilmhez is köthető. Ugyanez a motívum megjelenik még Michael Jackson "Scream" c. klipjében is. A 2004-es I Heart Huckabees filmben Magrittera utal, ahogy Bernard Jaffe (Dustin Hoffman) bowler-kalapban jelenik meg. Ellen Burstyn 1998-as dokumentumfilmje – a " The Fear of God: 25 Years of The Exorcist" posztere is „L'Empire des Lumieres” ihletésű.
A "Good Eats" TV sorozat – egy kék égben lebegő pulyka bowler kalappal – újabb alkalmazása a „Magritte Son of Man”-jének. De ez jelenik meg a Treehouse of Horror IV-ben, a The Simpsons egyik horror-különkiadás epizódjában is.
Mariotte „The Treachery of Images” festménye egy rég elfeledett játékra emlékeztet: LJ Smith „A keresés” c. regényében a kép és a valóság különbsége lesz a kulcs az egész konfliktus megoldásában . Ugyanő inspirálta a „Loathing királyság” online játékának egy képét.
René Magritte portréja szerepelt az utolsó, 1998 és az euro bevezetése (2002) között kibocsátott belga 500 frankos bankjegyen.

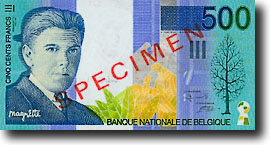
Belga, 1998 és 2002 között kibocsátott 500 frankos bankjegy René Magritte portréjával.